# Will Levis
Will Levis (Newton, Massachusetts; 27 de junio de 1999) es un jugador profesional estadounidense de fútbol americano, se desempeña en la posición de quarterback en Tennessee Titans, en la National Football League (NFL).

## Carrera
Hizo su debut profesional con el equipo Tennessee Titans, lleva jugando una temporada, comenzó en el 2023.